# Manuel Osa Nsue Nsua
Manuel Osa Nsue Nsua (n. 21 iulie 1976, Nsok-Nsomo⁠(d), Guineea Ecuatorială) este un politician și bancher din Guineea Ecuatorială, care ocupă funcția de prim-ministru al Guineei Ecuatoriale din august 2024. Anterior, a fost președintele băncii naționale, funcție pe care a deținut-o din 2012 până la numirea sa ca prim-ministru.

## Biografie
Osa s-a născut la 21 iulie 1976, în Andom-Onvang, în comuna Nsok-Nsomo, Guineea Ecuatorială. La vârsta de șase ani, s-a mutat în Spania pentru a locui cu sora sa, în Palma de Mallorca. În Spania, a obținut diploma de licență, apoi s-a înscris la Universitatea Insulelor Baleare, unde a studiat științele economice și economia. A obținut diplome în ambele domenii, iar mai târziu a urmat cursuri la Universitatea Pompeu Fabra, unde a obținut în 2005 un master în management financiar și contabilitate de afaceri.

## Carieră
După ce a absolvit Universitatea Pompeu Fabra, Osa a lucrat pentru scurt timp la Direcția Generală de Economie a Comunității Autonome a Insulelor Baleare, înainte de a se alătura Băncii Santander, la sfârșitul anului 2005. Activând la sucursala din Palma de Mallorca, a avansat de la funcția de manager de cont la cea de director executiv, apoi la director general al sucursalei.[5] În această funcție, a fost responsabil de supravegherea operațiunilor băncii în patru zone și a participat, de asemenea, la luarea deciziilor pentru biroul din Madrid.
În 2012, Osa s-a întors în țara sa natală și a devenit director general al Băncii Naționale din Guineea Ecuatorială. Această bancă, cu sediul în Malabo, este singurul creditor privat cu sediul în Guineea Ecuatorială. Osa a preluat conducerea BANGE într-un moment în care banca era aproape de faliment și a reușit să o redreseze cu succes, publicația Jeune Afrique numindu-l „salvatorul” instituției. În calitate de director general al băncii, a coordonat o expansiune semnificativă, ajungând la 22 de sucursale până în 2017 și înființând primul birou în Spania în același an. Până în 2019, banca avea sucursale în toate districtele țării, cu excepția a două. În paralel cu conducerea băncii în Guineea Ecuatorială, Osa a făcut parte și din consiliul de administrație al sucursalei BANGE din Camerun.
Osa a primit mai multe distincții pentru conducerea BANGE. În 2016, a fost numit „Directorul General Bancar al Anului” din Guineea Ecuatorială, iar BANGE a fost desemnată „Banca Anului” în cadrul premiilor Global Banking & Finance Awards. Publicația The Banker a numit BANGE „Banca Anului” în Guineea Ecuatorială în 2017, evidențiind stabilitatea sa în ciuda prăbușirii pieței. Osa a primit, de asemenea, un premiu din partea publicației African Banker în 2019. BANGE a fost din nou desemnată „Banca Anului” în 2022 de către The Banker. Începând cu 2020, Osa a fost și președintele consiliului de administrație al Bange Business School.[13]
La 16 august 2024, președintele Teodoro Obiang Nguema Mbasogo l-a numit pe Osa, prin decret, în funcția de prim-ministru al Guineei Ecuatoriale, înlocuind-o pe Manuela Roka Botey, care demisionase împreună cu restul guvernului, considerat „ineficient”. În decretul prezidențial, Osa a fost desemnat să coordoneze „administrativ” activitatea guvernamentală a țării. Numirea sa a avut loc într-un moment în care țara se confrunta cu o criză economică.